# Javelin (zeilschip)
De Javelin is een open zeilboot van 5,37 meter lang en valt in de categorie zwaardboten. Het is een populaire zeilboot vanwege zijn uitgebreide trim mogelijkheden en uitstekende zeileigenschappen. De Javelin heeft een grootzeil, een fok, en een spinnaker en trapeze voor de bemanning.

## Kenmerken

### Zeilen
- grootzeil 10.9m²
- fok 4.8 m²
- spinnaker 17.5 m²

### Romp
- 120 kg (kale romp)
- lengte : 5.37 m
- breedte: 1.69 m
- diepte met zwaard: 1.20 m
- diepte zonder zwaard:0.20 m

De Javelins beschikken over een zeilnummer.

## Geschiedenis
De Javelin is in 1968 ontworpen door de Engelsman Peter Milne, die onder meer ook de Fireball ontworpen heeft. Bij het ontwerp van de Javelin heeft hij zichzelf als doel gesteld een zwaardboot te ontwerpen met uitstekende zeileigenschappen zonder dat er extreme eisen aan de bemanning worden gesteld. Hij is goed in zijn opzet geslaagd en heeft met de Javelin een boot ontworpen die mede door zijn spitse onderwaterschip prima aan-de-windse eigenschappen heeft en dankzij zijn vlakke bodem snel planeert.
De houten Javelins van Milne waren zo goed dat er een serieproductie van moest komen in polyester. Paul Wright had al ervaring met het maken van polyesterboten en begon in 1969 met het produceren van Javelins.
Wright heeft zes mallen gemaakt. Diverse mallen heeft hij zelf gebruikt en andere zijn doorverkocht aan gelicenseerde bouwers.
Zodra een boot klaar is om afgeleverd te worden geeft Wright een zeilnummer uit en wordt de boot voorzien van een registratieplaatje.
De firma Evecom te Amsterdam was destijds de importeur van vele Javelins.
|  |  |

## Mallen
| Malnummer | 1                 | 2                 | 3                          | 4                 | 5                  | 6                  |
| --------- | ----------------- | ----------------- | -------------------------- | ----------------- | ------------------ | ------------------ |
| bouwer    | Paul Wright (GBR) | Paul Wright (GBR) | Hartmut Brettschneider (D) | Paul Wright (GBR) | Paul Wright (GBR)  | Fröschke (D)       |
|           |                   |                   |                            |                   | Tony Lincoln (GBR) | Thomas Bergner (D) |
|           |                   |                   |                            |                   | Jeff Green (GBR)   |                    |
| Productie | gestopt           | gestopt           | gestopt                    | gestopt           |                    |                    |

De verschillen zijn eigenlijk minimaal:
- De boten uit mal 1 kenmerkte zich door een houten stootrand rondom de boot. Deze houten stootrand is in de latere modellen vervallen.
- De boten uit mal 1 konden ook geleverd worden als toerboot. Deze boten miste de trapeze, spinnaker en de trompet op het voordek.
- Vanaf zeilnummer 551 zijn alle boten in schuim-sandwich gebouwd, terwijl daarvoor alles vollaminaat was, met hier en daar een experiment, zoals de bodem van 508 bijvoorbeeld.